# ويك هيل (بركنل)
ويك هيل، بركنل (باركشير) (بالإنجليزية: Wick Hill, Bracknell)‏ هي قرية تقع في المملكة المتحدة في جنوب شرق إنجلترا.